# Truppe ausiliarie italiane in Francia
Die Truppe ausiliarie italiane in Francia, kurz TAIF (deutsch: Italienische Hilfstruppen in Frankreich) waren ein 60‘000 Mann umfassendes Kontingent italienischer Militärangehöriger, die im Jahre 1918 in Frankreich mit militärischen Aufgaben betraut wurden.

## Entstehung
Während des Ersten Weltkrieges trugen insgesamt ca. 120.000 italienische Militärangehörige in Frankreich zum Sieg der alliierten Mächte bei: Die Garibaldi-Legion (1914), die italienischen Hilfstruppen in Frankreich (T.A.I.F.) (ab Februar 1918) und das II. italienische Armeekorps (April – November 1918).
Frankreich meldete schon 1915, unmittelbar nach dem Kriegseintritt Italiens, Bedarf an zusätzlichem Militärpersonal an. Im Jahre 1916 erklärte sich Frankreich im Gegenzug dazu bereit, Kriegsmaterial an Italien zu liefern. Italienische Truppen waren jedoch 1915 und 1916 an der Isonzofront eingesetzt. Eine offizielle Anfrage an die italienische Regierung und an den Oberbefehlshaber des italienischen Heeres erfolgte erst im Jahre 1917. An der nordöstlichen italienischen Front waren sechs Divisionen an der Seite Italiens gegen Österreich-Ungarn im Einsatz; diese Truppen, die in Frankreich fehlten, galt es zu ersetzen.
Zwischen August und Dezember 1917 wurden Genietruppen (1000 Mann), einige tausend Truppenhandwerker und kleinere Kontingente nach Frankreich entsandt.
Die mündliche Vereinbarung vom 13. Januar 1918 über die Bereitstellung eines italienischen Hilfstruppenkontingents wurde sechs Tage später, am 19. Januar, in Rom unterzeichnet. Darin erklärte sich Italien bereit, 60'000 italienische Militärangehörige, nach Frankreich zu entsenden. Dieses militärische Personal, die Truppe ausiliarie italiane in Francia, sollte zu zwei Dritteln aus (z. B. medizinisch) ausgemusterten Infanteristen, das übrige Drittel aus militärisch noch einsatzfähigen Artilleristen bestehen, die nach der Niederlage von Caporetto keine Aufgabe mehr hatten.
Ferner regelte die Vereinbarung alle Fragen des Unterhalts, der Unterkunft und der Besoldung; darin waren die Italiener grundsätzlich den Franzosen gleichgestellt.
Die TAIF-Verbände standen unter der Leitung eines Generalinspektors der Hilfstruppen in Frankreich. Wie schon für die französischen Militärangehörigen unterstand auch der Briefverkehr der italienischen Hilfstruppen der Zensur.
Das Reziprozitätsprinzip war nicht der einzige Grund für die Zustimmung der italienischen Regierung zur Entsendung von Hilfstruppen; es ging auch darum, die Erinnerung an die Niederlage von Caporetto zu tilgen. Schließlich ging es darum, den nach der Auflösung zahlreicher Verbände beschäftigungslosen Truppen einen neuen Einsatz an der französisch-britischen Front zu ermöglichen.

## Einsatz an der Westfront
Die Angehörigen der TAIF verließen Italien gestaffelt zwischen dem 21. Januar und dem 1. März 1918. Sie wurden im gesamten französischen Kriegsgebiet zu Befestigungsarbeiten herangezogen, oft in unmittelbarer Nähe der an der Front kämpfenden Truppen. Im Sommer 1918 wurde ein kleiner Teil der Truppe (4000 Mann) in das II. Armeekorps eingegliedert.
Die TAIF-Angehörigen waren sehr jung. Jeder fünfte war 19 Jahre alt, 70 % waren zwischen 19 und 29 Jahre alt. Viele von ihnen waren Bauern.
Eine Aufstellung vom 7. Juli 1918 gibt die Tätigkeiten der TAIF in der Normandie (z. B. in Eu), in der Picardie (z. B. in Chantilly, Nanteuil-le-Haudouin, Briot, Acy-en-Multien, Béthisy-St. Martin, Roberval und Erquery), im Pariser Umland (z. B. in Marolles-en-Brie), in den französischen Ardennen (z. B. in Châlons-sur-Marne, Condé-sur-Marne, Montmirail, Vertus, Sompuis, Juvigny und Les Grandes-Loges), in Lothringen (z. B. in Neufchâteau, Lavoye, Glonville und Dombasle) sowie in Belfort wie folgt wieder: Aushebung von Schützengräben, Errichtung von Unterständen und Lazaretten, Erstellung von Telefon- und Telegraphlinien; Artilleriestellungen errichten, Sand abtragen, Materialtransport, Straßen-, Brücken- und Mauerbau; das Legen von Bahnschienen, die Herstellung von Pfosten, der Bau von Stacheldrahtverhauen und Landeplätzen.
Entsprechend dem Kriegsverlauf waren die italienischen Hilfstruppen ständigen Ortswechseln ausgesetzt. Die deutschen Offensiven von 1918 zwangen die französischen Behörden, die Hilfstruppen vom Département Seine-Maritime zur Maas, von Nancy nach Belfort und ins Pariser Umland zu verlegen. Die Unterkünfte waren behelfsmäßig eingerichtet, Urlaub wurde selten gewährt, und der unzureichende Schutz vor der kalten und nassen Witterung machte den italienischen Truppen zu schaffen. Entscheidenden Einfluss auf die Stimmung der Hilfstruppen hatte jedoch der Standort der jeweiligen Einheit. Die Vorstöße der Gegenseite wirkten sich auf das Durchhaltevermögen der nahgelegenen Einheiten aus. Im Gegensatz dazu waren entfernter gelegene Einheiten, z. B. zwischen Nancy und Belfort, dem Kriegsgeschehen weniger unmittelbar ausgesetzt.

## Rückkehr nach Italien
Die von den italienischen Hilfstruppen versehenen Tätigkeiten vermochten den gegnerischen Vormarsch zu bremsen und verschafften dadurch den alliierten Reserven den benötigten Zeitvorsprung. Die letzten italienischen Hilfstruppen verließen Frankreich im Januar und Februar 1919.